# Parallel (EP)
Parallel é o quinto extended play do girl group coreano GFriend, lançado pela Source Music em 1 de agosto de 2017 em formato físico e digital. O álbum consiste em 8 faixas, tendo "Love Whisper" como sua faixa-título.

## Antecedentes
Em junho, foi anunciado que o grupo iria voltar no final de julho para um comeback de verão. Em 19 de julho, o grupo anunciou através de suas redes sociais que o retorno estaria previsto para 1 de agosto. Em 21 de julho, foi revelado que o mini-álbum seria composto por 8 faixas (incluindo a faixa-título, "Love Whisper"). No dia seguinte foi liberado teasers do grupo e individuais, começando pela Yerin e terminando pela Eunha, além de postarem uma prévia do videoclipe em 26 de julho.

## Lançamento e promoção
O título do álbum "Parallel" refere-se ao sentimento de saudade de um amor que não pode ser alcançado, juntamente da forte fé de consegui-la novamente. O álbum consiste em duas versões: "Love" e "Whisper", que de acordo com a agência do grupo, o conceito foi destinado para ter um olhar mais feminino. GFriend realizou um showcase para promover o álbum no Yonsei University Auditorium em Seodaemun-gu, Seoul que também foi transmitido pela V App, os 1.700 ingressos disponibilizados foram vendidos em menos de 30 segundos. O grupo começou as promoções do álbum no programa musical Show Champion, onde performaram o "Love Whisper" e "One-Half". O grupo recebeu quatro prêmios durante a promoção nos programas musicas, no Show Champion, The Show, Inkigayo e Music Core.
No dia 30 do mesmo mês, o grupo através de suas midias sociais, anunciaram que elas iriam re-lançar o álbum em 13 de setembro com "Rainbow", tendo "Summer Rain" como sua faixa-título.

## Composição
O álbum explora diversos gêneros, passando por dance, retrô e até música disco. "Love Whisper" é composta por Iggy e YoungBae, ambos que já trabalharam com o grupo em seus trabalhos anteriores. A mesma, é descrita como uma música dance que expressa a confiança na pessoa amada e o coração cheio de amor. "Ave Maria" é uma música dance com toques de uma guitarra rítmica e suaves linhas de baixo que conta sobre a fé para poder encontrar o amado um dia e a triste esperança pelo amor eterno, foi produzida e composta por Megatone e Ferdy. "One-Half" é uma música fofa que retrata a pessoa que te ama ao meio, com o arranjo dos metais e com uma sensação de nostalgia dos anos 90, a música foi composta e produzida por Iggy e YoungBae. "Life is a Party" possui um estilo retrô e dance-pop com linhas de baixo e sintetizadores que foi composta por Mafly e Ponde. "Red Umbrella" é inspirado no gênero musical japonês Shibuya-kei, possui uma guitarra rítmica com sons de cordas, a música conta uma história baseada em achar um guarda-chuva vermelho, ser lembrados das jovens lembranças durante um encontro fatídico em um dia chuvoso e o desejo de um dia poder encontrar novamente. "Falling Asleep Again" é uma de balada R&B composta por Mafly com uma melodia sentimental do piano harmonizando com as polidas batidas, a música fala sobre os buddys, fã-clube do grupo, que estão sempre lá pelo grupo e sempre dando suporte e energias positivas.

## Recepção
Depois do anúncio do álbum à pré-venda, o grupo ficou em primeiro nos principais rankings de busca e de álbuns na Coreia do Sul. No dia do lançamento, a faixa-título ocupou a primeira posição em tabelas musicais sul-coreanas como Melon, Naver, Genie, Soribada, Olleh e Bugs. O videoclipe acumulou mais de 7 milhões de visualizações em suas primeiras 24 horas de lançamento, o que foi um marco enorme para o grupo. Love Whisper estreou na segunda posição na principal tabela musical coreana, a Gaon e vendeu 158,000 cópias em sua primeira semana em território sul-coreano, além do álbum ficar na terceira posição na tabela. Parallel ficou na décima posição na Billboard World Albums e em #105 na Oricon, vendendo mais de mil cópias no Japão.
Além do single, "One-Half" estreou em #52, "Ave Maria" em #72 no Gaon Digital Chart, ambas venderam mais de 30,000 cópias. Apesar das outras faixas não aparecerem na tabela, todas conseguiram vender mais de 15,000 cópias na Coreia do Sul, exceto "Love Whisper (instrumental)".

## Lista de faixas
| N.º            | Título                          | Letras             | Música                      | Arranjo                  | Duração |  |
| 1.             | "Intro (Belief)"                |                    | Iggy Seo Young Bae          | Iggy Seo Young Bae       | 1:12    |  |
| 2.             | "Love Whisper (귀를 기울이면)"  | Iggy Seo Young Bae | Iggy Seo Young Bae          | Iggy Seo Young Bae       | 3:32    |  |
| 3.             | "Ave Maria (두 손을 모아)"      | Megatone Ferdy     | Megatone Ferdy              | Megatone Ferdy           | 3:18    |  |
| 4.             | "One-Half (이분의 일 1/2)"      | Iggy Seo Young Bae | Iggy Seo Young Bae          | Iggy Seo Young Bae       | 3:34    |  |
| 5.             | "Life is a Party"               | Mafly Ponde        | Hyuk Shin RE:ONE Davey Nate | RE:ONE                   | 3:00    |  |
| 6.             | "Red Umbrella (빨간 우산)"      | Heuk Tae           | Heuk Tae Jang Jeong Seok    | Jang Jeong Seok          | 3:26    |  |
| 7.             | "Falling Asleep Again (그루잠)" | Mafly              | Noh Ju Hwan Lee Won Jong    | Noh Ju Hwan Lee Won Jong | 3:44    |  |
| 8.             | "Love Whisper (instrumental)"   |                    | Iggy Seo Young Bae          | Iggy Seo Young Bae       | 3:32    |  |
| Duração total: | Duração total:                  | Duração total:     | Duração total:              | Duração total:           | 25:18   |  |

## Créditos
Créditos de Parallel adaptado pelas linhas finais do álbum.
Locais
| - Gravado em Vibe Studio (faixa 2 até 7) - Mixagem em Cube Studio (faixa 1 até 4, 6, 8) | - Mixagem em Joombas Music Factory USA (faixa 5, "Life is a Party") - Mixagem em Koko Sound Studio (faixa 7, "Falling Asleep Again") |

Performances
| - Yuju – vocal principal, vocal de apoio (faixa 1, "Intro") - Sowon – vocal principal - Yerin – vocal principal - Eunha – vocal principal - SinB – vocal principal - Umji – vocal principal | - Kim So Ri – vocal de apoio (faixa 2, "Love Whisper"; faixa 4, "One-Half"; faixa 6, "Red Umbrella") - Jeon Jae Hee – vocal de apoio (faixa 3, "Ave Maria") - LE'MON – vocal de apoio (faixa 5, "Life is a Party") - Jang Hye Ji – vocal de apoio (faixa 7, "Falling Asleep Again") - Ashley – vocal de apoio (faixa 7, "Falling Asleep Again") |

Técnico
| - LE'MON – Diretor vocal - Kwak Jeong Shin – Diretor de gravação - Jeong Mo Yeon – Diretor de gravação - Iggy – Composição, produção, arranjo, baixo, piano, teclado - Seo Young Bae – Composição, arranjo, produção, caixa de ritmos - Megatone – Composição, produção, arranjo, sintetizador - Ferdy – Composição, produção, arranjo, guitarra - Heuk Tae – Composição, produção, baixo, caixa de ritmos - Mafly – Composição - Ponde – Composição - Young – Guitarra - Lee Tae Wook – Guitarra - Ryu Hyun Woo – Guitarra - Lee Won Jong – Teclado - Kim Ye Il – Baixo | - Hyuk Shin – Produção - RE:ONE – Produção, arranjo - Davey Nate – Produção - Jang Jeong Seok – Produção, sintetizador, arranjo - Noh Ju Hwan – Produção, arranjo, caixa de ritmos, piano, teclado - Lee Won Jong – Produção, arranjo, caixa de ritmos, teclado - Jo-ssi Ahjussi – Mixagem - Mr. Panda – Mixagem - Ko Hyeon Jung – Mixagem - Kim Kyung Hwan – Assistência em mixagem - Yoong String – Instrumentos de cordas - Kwon Seok Hong – Arranjo de instrumentos de cordas |

## Desempenho nas tabelas musicais

### Posições
| Tabela musical (2017)          | Melhor posição |
| ------------------------------ | -------------- |
| Japão (Oricon)                 | 105            |
| Coreia do Sul (Gaon)           | 3              |
| Taiwan (Five Music)            | 1              |
| Mundo (Billboard World Albums) | 10             |

## Histórico de lançamento
| País          | Data             | Formato              | Gravadora                        |
| ------------- | ---------------- | -------------------- | -------------------------------- |
| Coreia do Sul | 1 de agosto 2017 | Download digital, CD | Source Music, LOEN Entertainment |
| Mundo         | 1 de agosto 2017 | Download digital, CD | Source Music, LOEN Entertainment |